# Days Go By (singolo The Offspring)
Days Go By è il primo singolo estratto dal nono studio album della band punk Offspring, Days Go By.
Il singolo è stato distribuito a partire dal 26 aprile 2012.
Ha raggiunto la posizione numero 7 nella Billboard Modern Rock Tracks e la posizione numero 2 nella Mainstream Rock Tracks.

## Significato
La canzone stando a quanto hanno affermato sia Dexter Holland sia Noodles in interviste narra dell'affrontare sempre la vita, anche se sembra che negli ultimi anni non vada bene quasi nulla, dato che nessuno lo farà per te. Non s'intende di fare una rivoluzione, ma semplicemente entrare nello spirito che le cose possano andare meglio.
(Days Go By)

## Video
È stato realizzato un videoclip (diretto da Lex Halaby) che mostra sia i membri singoli del gruppo suonare la canzone, sia due amiche insieme ad un ragazzo percorrere un tragitto in strada a bordo di una Jeep durante il quale ripercorrono mentalmente alcuni momenti della loro vita.

## Formazione[8]
- Dexter Holland – voce e chitarra
- Noodles – chitarra solista, cori
- Greg K – basso, cori
- Todd Morse - cori
- Josh Freese – batteria
- Pete Parada – batteria

## Classifiche
| Classifica (2012)             | Posizione massima |
| ----------------------------- | ----------------- |
| Canada                        | 88                |
| Canada (rock)                 | 2                 |
| Giappone                      | 48                |
| Stati Uniti (alternative)     | 7                 |
| Stati Uniti (mainstream rock) | 2                 |
| Stati Uniti (rock)            | 4                 |